# Teoria da Lua oca
A Teoria da Lua Oca, ou Teoria da Lua da nave espacial, propõe que a Lua da Terra seja totalmente oca ou contenha um espaço interior substancial. Nenhuma evidência científica existe para apoiar a ideia; observações sísmicas e outros dados coletados desde que as naves espaciais começaram a orbitar ou pousar na Lua indicam que ela tem uma crosta fina, manto extenso e núcleo pequeno e denso, embora, no geral, seja muito menos denso que o planeta Terra.
O Conceito Lua oca é semelhante a mais conhecida Teoria da Terra Oca, que era um dispositivo de enredo recorrente na ficção científica anterior aos voos espaciais. A primeira discussão de uma Terra oca foi realizada pelo cientista Edmond Halley em 1692, enquanto a primeira publicação a mencionar uma Lua oca ocorreu apenas no romance de 1901 de HG Wells, The First Men in the Moon.

## Introdução
A hipótese da Lua oca é a sugestão de que a Lua é oca, geralmente como produto de uma civilização alienígena. É frequentemente chamada de hipótese da Espaçonave Lua, e geralmente corresponde a crenças em OVNIs ou astronautas antigos.
A sugestão de uma lua oca apareceu pela primeira vez na ficção científica, quando HG Wells escreveu sobre uma lua oca em seu livro de 1901, The First Men in the Moon. O conceito de planetas ocos não era novo; Wells foi emprestado de obras fictícias anteriores que descreviam uma Terra oca, como o romance de 1741, Niels Klim's Underground Travels, de Ludvig Holberg. As propostas acadêmicas para uma Terra oca eram anteriores a isso. As hipóteses de Edmond Halley, avançadas em 1692, foram as primeiras a especificar um vazio real na Terra.
A mitologia grega, com seu Hades, e os primeiros conceitos religiosos de um submundo, como o inferno cristão, contribuíram para que as ideias de que a Terra fosse oca.
Agora é considerado uma teoria marginal. É frequentemente descrito na mídia como uma teoria da conspiração, e o conceito da Lua como nave espacial é frequentemente mencionado como uma das crenças de David Icke.

## Reclamações e refutações

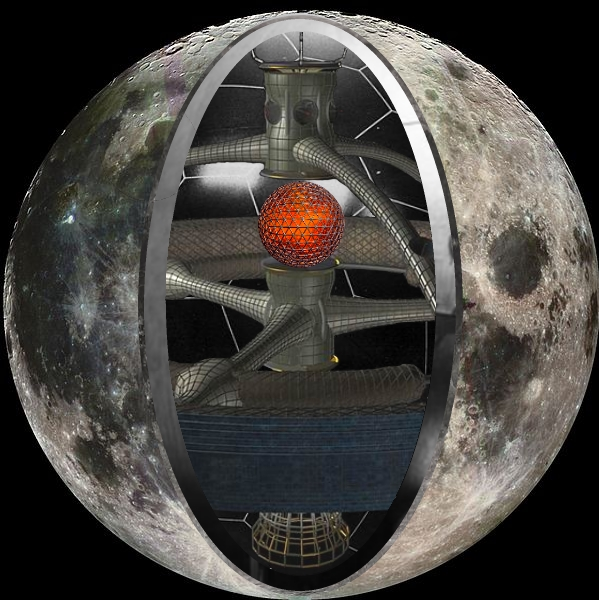
Modelo de fraque especulativo de uma nave espacial Lua

### Vasin-Shcherbakov
Em 1970, Michael Vasin e Alexander Shcherbakov, do que era então a Academia Soviética de Ciências, avançaram uma Teoria de que a Lua é uma nave espacial criada por seres desconhecidos. O artigo foi intitulado "Is the Moon the Creation of Alien Intelligence?", E foi publicado em Sputnik, o equivalente soviético da Readers Digest.
Sua Teoria baseia-se fortemente na sugestão de que grandes crateras lunares, geralmente assumidas como formadas por impacto de meteoros, são geralmente muito rasas e têm fundos planos ou mesmo convexos. Eles levantaram a Teoria de que pequenos meteoros estão causando uma depressão em forma de xícara na superfície rochosa da lua, enquanto os maiores estão perfurando uma camada rochosa e atingindo um casco blindado por baixo.
Os autores referem-se a especulações anteriores do astrofísico Iosif Shklovsky, que sugeriu que a lua marciana Phobos era um satélite artificial e oco; desde então, isso não foi o caso. O autor cético Jason Colavito ressalta que todas as suas evidências são circunstanciais e que, na década de 1960, a União Soviética atéia promoveu o conceito de astronauta antigo, na tentativa de minar a fé do Ocidente na religião.

### A lua tocou como um sino
Entre 1972 e 1977, os sismômetros instalados na Lua pelas missões Apollo registraram terremotos. A Lua foi descrita como "tocando como um sino" durante alguns desses terremotos, especificamente os rasos. Esta frase foi trazida à atenção popular em março de 1970, em um artigo na Popular Science. Quando a Apollo 12 bateu deliberadamente o Estágio de Subida do seu Módulo Lunar na superfície da Lua, foi alegado que a Lua tocou como um sino por uma hora, levando a argumentos de que ele deve ser oco como um sino.  Os experimentos de sismologia lunar desde então mostraram que o corpo lunar tem terremotos rasos que agem de maneira diferente dos terremotos na Terra, devido a diferenças na textura, tipo e densidade dos estratos planetários, mas não há evidências de nenhum grande espaço vazio dentro do corpo.

### Densidade
O fato de a Lua ser menos densa que a Terra é avançado como suporte para que ela seja oca. A densidade média da lua é de 3,3 g / cm 3, enquanto a da Terra é de 5,5 g / cm 3. Uma explicação para essa discrepância é que a lua pode ter sido formada por um impacto gigante que expeliu parte da crosta superior da Terra em sua órbita. O manto superior e a crosta terrestre são menos densos que o núcleo.

## Perspectiva científica

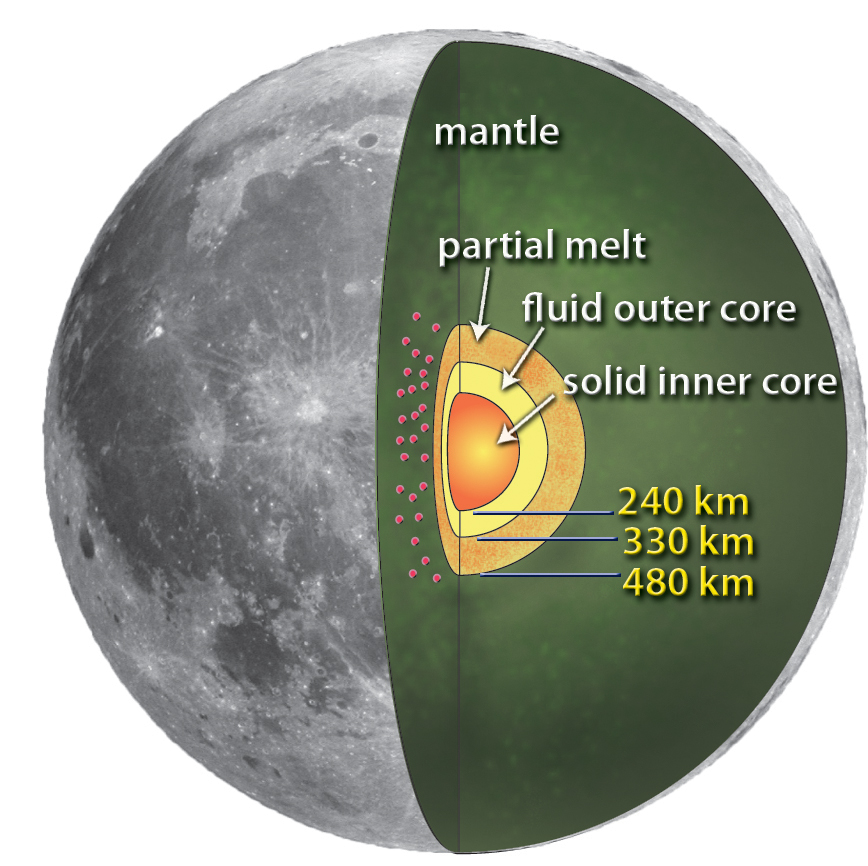
Seção esquemática da estrutura interna da Lua

O Ask a Astronomer da Universidade de Cornell, dirigido por voluntários do Departamento de Astronomia, respondeu à pergunta "Podemos provar que a Lua não é oca?". Lá, o físico Suniti Karunatillake sugere que há pelo menos duas maneiras de determinar a distribuição de massa dentro de um corpo. Um envolve parâmetros de momento de inércia, o outro envolve observações sísmicas. No caso anterior, Karunatillake aponta que os parâmetros do momento de inércia indicam que o núcleo da lua é denso e pequeno, com o restante da lua consistindo de material com densidade quase constante. Quanto ao último, ele observa que a lua é o único corpo planetário além da Terra no qual foram feitas extensas observações sísmicas. Essas observações restringiram a espessura da crosta, manto e núcleo da lua, sugerindo que não poderia ser oca.
A opinião científica dominante sobre a estrutura interna da Lua apoia esmagadoramente uma estrutura interna sólida com uma crosta fina, um manto extenso e um pequeno núcleo mais denso. Isto é baseado em:
1. Observações sísmicas. Além da Terra, a Lua é o único corpo planetário com uma rede de observação sísmica instalada. A análise de dados sísmicos lunares ajudou a restringir a espessura da crosta (~ 45   km) [23][24] e manto, bem como o raio do núcleo (~ 330   km).[22]
2. Parâmetros do momento de inércia. A verdadeira calibração (física) da Lua, medida pelo alcance do laser lunar, restringe o momento de inércia polarizado normal a 0,394 ± 0,002.[25][26] Isso está muito próximo do valor de um objeto sólido com densidade radialmente constante, que seria 2/5 = 0,4 (para comparação, o valor da Terra é 0,33).  O momento polar de inércia normalizado para uma Lua oca seria próximo ao valor 2/3 para uma esfera fina.

## Na literatura
- HG Wells, os primeiros homens da lua (1901). Wells descreve insetóides fictícios que vivem dentro de uma lua oca.[4][27]
- Edgar Rice Burroughs, A Empregada da Lua (1926). Uma história de fantasia ambientada no interior de uma lua oca postulada que tinha uma atmosfera e era habitada.[28]
- Nikolay Nosov, Não sei na Lua (1965). Um romance russo de contos de fadas com uma lua oca.[29]
- Isaac Asimov, Fundação e Terra (1986). Ficção científica em que o robô R. Daneel Olivaw é retratado vivendo dentro de uma lua parcialmente oca.[30]
- David Weber, Império das Cinzas (2003). Ficção científica em que a Lua é uma nave espacial gigante que chegou 50.000 anos atrás.[31]
- Christopher Knight e Alan Butler, quem construiu a lua? (2005). Eles sugerem que os humanos do futuro viajaram para o passado para construir a Lua, a fim de proteger a evolução humana.[32]
- David Icke, Raça Humana, Saia dos Joelhos - O Leão Não Dorme Mais (2010). Icke sugere que a Lua é de fato uma estação espacial a partir da qual os reptilianos manipulam o pensamento humano.[33]